# 조르주 베지나
조제프 조르주 공자그 베지나(프랑스어: Joseph Georges Gonzague Vézina, 프랑스어 발음: [ʒɔʁʒ vezina], 1887년 1월 21일~1926년 3월 27일)는 캐나다의 전 아이스하키 선수로 포지션은 골텐더이다. 그는 내셔널 하키 협회(NHA)에서 7시즌, 내셔널 하키 리그(NHL)에서 9시즌을 활동했으며, 모든 시즌을 카나디앵 드 몽레알 소속으로 활동했다. 1910년 카나디앵과 계약한 후, 정규 시즌 연속으로 327경기 출전했고 플레이오프 39경기 이상 출전했다. 이후 베지나는 1925년 질병으로 인해 조기에 선수 생활을 마감했다. 이후 그는 결핵 진단을 받고 1926년 3월 27일에 사망했다.
1910년부터 1925년까지 카나디앵 팀의 유일한 골텐더였던 베지나는 팀이 1916년과 1924년에 스탠리 컵 우승 달성에 기여했고, 스탠리 컵 파이널에도 세 번 더 진출했다. 골문을 지키는 동안 침착함을 유지하며 "시쿠티미 오이(영어: Chicoutimi Cucumber)"라는 별명으로 잘 알려진 베지나는 NHA에서 4회, NHL에서 3회, 통산 7회 리그 최소 실점을 기록했다. 1918년에는 NHL 골텐더 최초로 셧아웃과 어시스트를 모두 기록한 선수가 되었다. 카나디앵 팀은 1926-27 NHL 시즌이 시작될 무렵, 시즌 동안 최소 실점을 기록한 골텐더에게 수여하는 베지나 트로피를 NHL에 기증했다. 1981년부터 이 상은 NHL 단장들의 투표로 결정되는 가장 뛰어난 골텐더에게 수여하는 상이 되었다. 베지나의 고향인 시쿠티미에는 그의 이름을 딴 아이스링크 경기장을 상트르 조르주 베지나가 있다. 베지나는 1945년 하키 명예의 전당이 개관했을 당시, 최초 헌액자 9명 중 한 명이었으며, 2017년 NHL은 그를 "위대한 NHL 선수 100인" 중 한 명으로 선정했다.

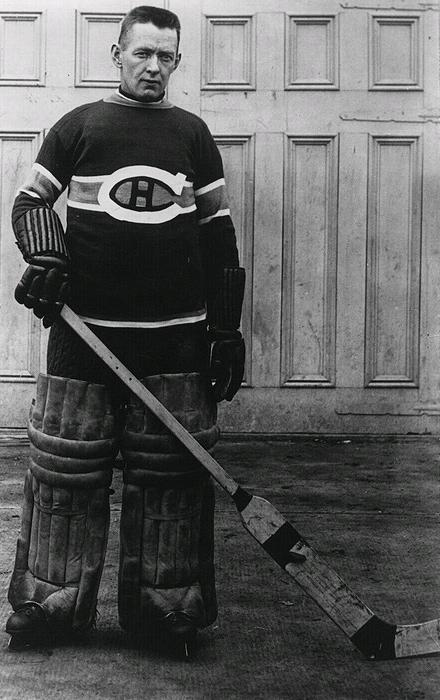
카나디앵 드 몽레알 유니폼을 착용한 베지나

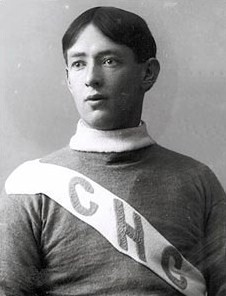
시쿠티미 사그네앵 소속 시절의 베지나

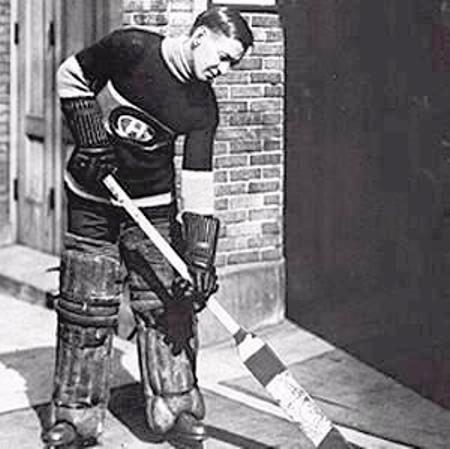
카나디앵 드 몽레알 유니폼을 착용한 베지나

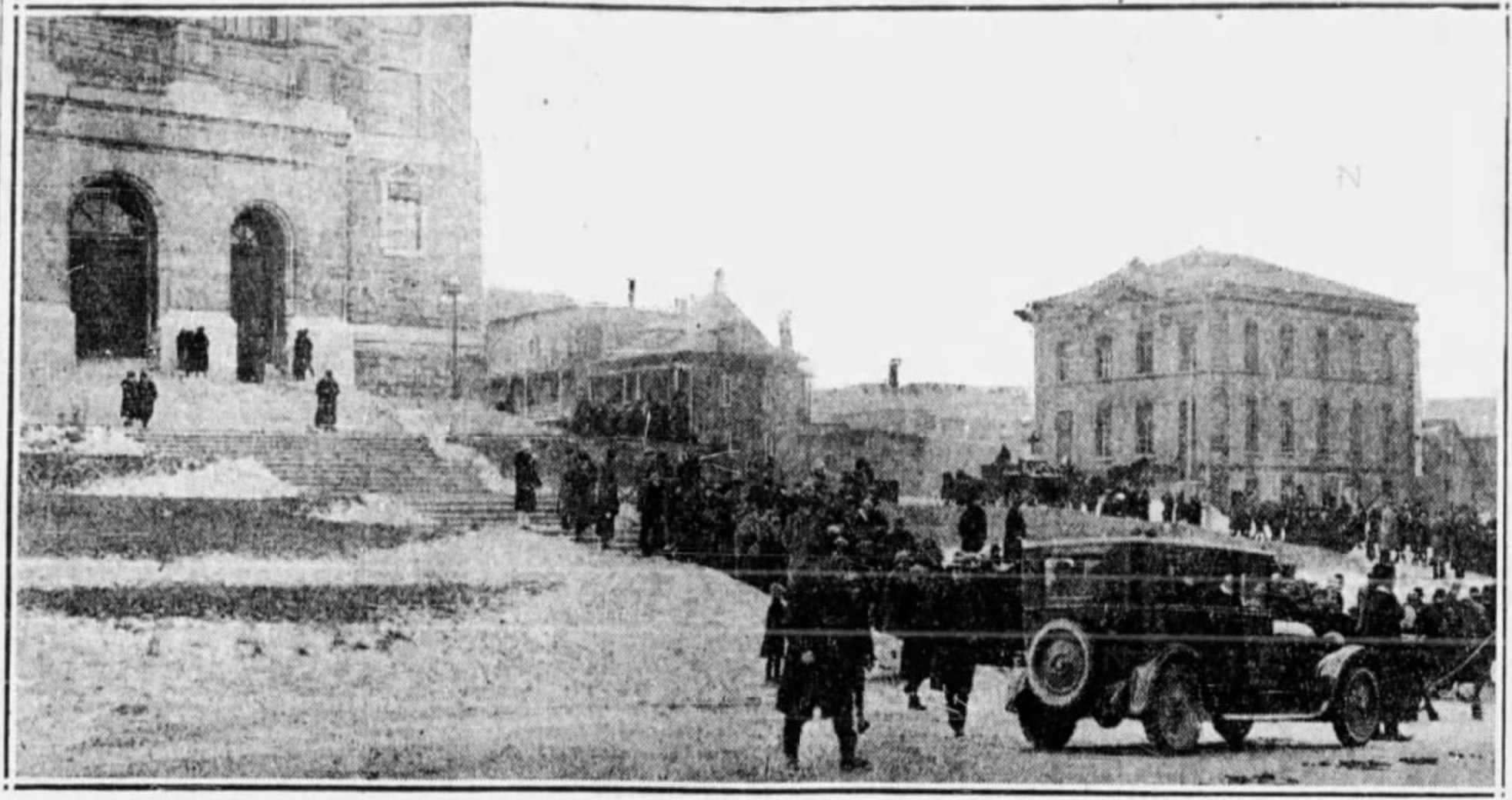
1926년 베지나의 장례식